# جگن خاشاکی بزرگ
کارکس پانیکالاتا (نام علمی: Carex paniculata) نام یک گونه از سرده جگن است.